# بیب (ویسکانسین)
بیب (به انگلیسی: Beebe) یک منطقهٔ مسکونی در ایالات متحده آمریکا است که در بنت واقع شده‌است. بیب ۳۸۳٫۱۴ متر بالاتر از سطح دریا واقع شده‌است.